# Heth

Lettera fenicia hēț

Ḥēth (o hēț, chet, kheth, ẻth) (ח) è l'ottava lettera dell'alfabeto fenicio e di quello ebraico. Da essa si evolsero la eta greca (η), la acca latina (h) e la И (o forse la Й) cirillica. Deriva dai geroglifici:
| O6 |

| O6 |

| O7 |

| O7 |

| O8 |

| O8 |

| O9 |

| O9 |

In siriaco ܚ, ebraico ח‎, arabo ح‎. Universalmente, Heth viene usualmente rappresentata nell'alfabeto latino con ḥ.
Originariamente Heth rappresentava una fricativa sorda, sia faringale /ħ/, sia velare /x/ (i due fonemi protosemitici essendosi fusi nel cananaico). In arabo, sono state create due lettere corrispondenti per entrambi i suoni fonemici: il non modificato ḥāʾ ح‎ rappresenta /ħ/, mentre ḫāʾ خ‎ rappresenta /x/.
Nell'ebraico israeliano moderno ha di solito valore di Fricativa uvulare sorda ([χ]), come se i fonemi storici delle lettere Ḥet ח (/ħ/) e Kaph כ (/x/) fossero fusi insieme.

## Ḥetebraica
| Varianti ortografiche | Varianti ortografiche | Varianti ortografiche | Varianti ortografiche | Varianti ortografiche |
| Vari font tipografici | Vari font tipografici | Vari font tipografici | Corsivo ebraico       | Carattere Rashi       |
| Serif                 | Sans-serif            | Monospazio            | Corsivo ebraico       | Carattere Rashi       |
| --------------------- | --------------------- | --------------------- | --------------------- | --------------------- |
| ח                     | ח                     | ח                     |                       |                       |

Ortografia ebraica compitata: חֵית‎

### Significato
Nella ghematria, Ḥet rappresenta il numero 8.
Nelle chat in ebraico, nei forum internet e servizi di rete sociale la lettera Ḥet ripetuta più volte (חחחחחחחחחח) significa una sonora risata, simile all'inglese LOL.